# Yoshi Heimrath
Pour les articles homonymes, voir Heimrath.
Yoshi Heimrath, né le 7 février 1983 à Munich (Allemagne), est un directeur de la photographie allemand.

## Biographie
Yoshi Heimrath étudie la caméra à l'Académie du cinéma du Bade-Wurtemberg et y réalise ses premiers courts métrages. En 2010, il reçoit le First Steps Award (Special Camera Prize) pour son travail sur le premier long métrage de Burhan Qurbani, Shahada. En 2017, il est nommé pour le Prix allemand de la caméra (de) (Deutschen Kamerapreis) dans la catégorie long métrage (caméra) pour Die beste aller Welten (de).
En 2020, Yoshi Heimrath reçoit le Prix du film allemand (Deutscher Filmpreis) pour son travail sur Berlin Alexanderplatz de Burhan Qurbani. Il est membre de l'Association professionnelle de cinématographie (Berufsverband Kinematografie - BVK (de)).

## Filmographie (sélection)
- 2010 : Shahada de Burhan Qurbani
- 2017 : Vengeance à quatre mains d'Oliver Kienle
- 2020 : Berlin Alexanderplatz de Burhan Qurbani
- 2021 : Blood Red Sky de Peter Thorwarth
- 2022 : Le Renard et le Soldat

## Récompenses et distinctions
- (en) Yoshi Heimrath: Awards, sur l'Internet Movie Database